# Pionnière (film, 2018)
Pour les articles homonymes, voir Damsel.
Pour plus de détails, voir Fiche technique et Distribution.
Pionnière (Damsel) est un film américain réalisé par David Zellner et Nathan Zellner, sorti en 2018. Il a été présenté au festival du film de Sundance 2018.

## Synopsis
Samuel Alabaster, pionnier influent et homme d'affaires, se rend dans l'Ouest américain pour demander en mariage l'amour de sa vie, Penelope. Il voyage avec pour compagnon un vieil ivrogne et Butterscotch, le cheval miniature qu'il voudrait offrir à son épouse. Mais cette dernière est kidnappée et Samuel part immédiatement à sa rescousse. Son voyage se transforme en un périple imprévisible qui va soulever une question : la demoiselle est-elle réellement en détresse ? D'autant qu'elle semble l'éviter, coulant des jours heureux, cachée avec un autre homme dans une cabane au fond des bois...

## Fiche technique
| |  |  |
| Les acteurs Robert Pattinson et Mia Wasikowska à la conférence de presse du film à la Berlinale 2017. |  |  |

 Sauf indication contraire, les informations mentionnées dans cette section peuvent être confirmées par la base de données cinématographiques IMDb,  présente dans la section « Liens externes ».
- Titre original : Damsel
- Titre français : Pionnière
- Réalisation et scénario : David Zellner et Nathan Zellner
- Musique : The Octopus Project
- Direction artistique : Miles Michael
- Décors : Scott Kuzio
- Costumes : Terry Anderson
- Photographie : Adam Stone
- Montage : Melba Robichaux
- Production : Chris Ohlson, David Zellner et Nathan Zellner
  - Coproduction : Zack Carlson
  - Production déléguée : Robert A. Halmi et Jim Reeve
- Société de production : Strophic Productions Limited
- Société de distribution : Magnolia Pictures (États-Unis)
- Pays de production :  États-Unis
- Langue originale : anglais
- Format : couleur
- Genre : western, comédie noire
- Durée : 113 minutes
- Dates de sortie[1] :
  - États-Unis : 23 janvier 2018 (festival de Sundance) ; 22 juin 2018 (sortie nationale)
  - Allemagne : Février 2018 (Berlinale)

## Distribution
- Robert Pattinson (VF : Thomas Roditi) : Samuel Alabaster
- Mia Wasikowska (VF : Karine Foviau) : Penelope
- David Zellner (VF : Guillaume Bourboulon) : Parson Henry
- Robert Forster (VF : Achille Orsoni) : le vieux prêcheur
- Nathan Zellner (VF : Serge Biavan) : Rufus Cornell
- Joseph Billingiere (VF : Nicolas Planchais) : Zacharia
- Morgan Lund (VF : Michel Voletti) : le cow-boy
- Gary Brookins (VF : Thierry Murzeau) : le shérif

## Production
Le tournage a lieu en Oregon et en Utah. Il débute le 11 juillet 2016 dans la chaîne Wasatch dans le comté de Summit. En août 2016, l'équipe se rend en Oregon sur l’Oregon Coast (en). Le tournage s'achève peu après.

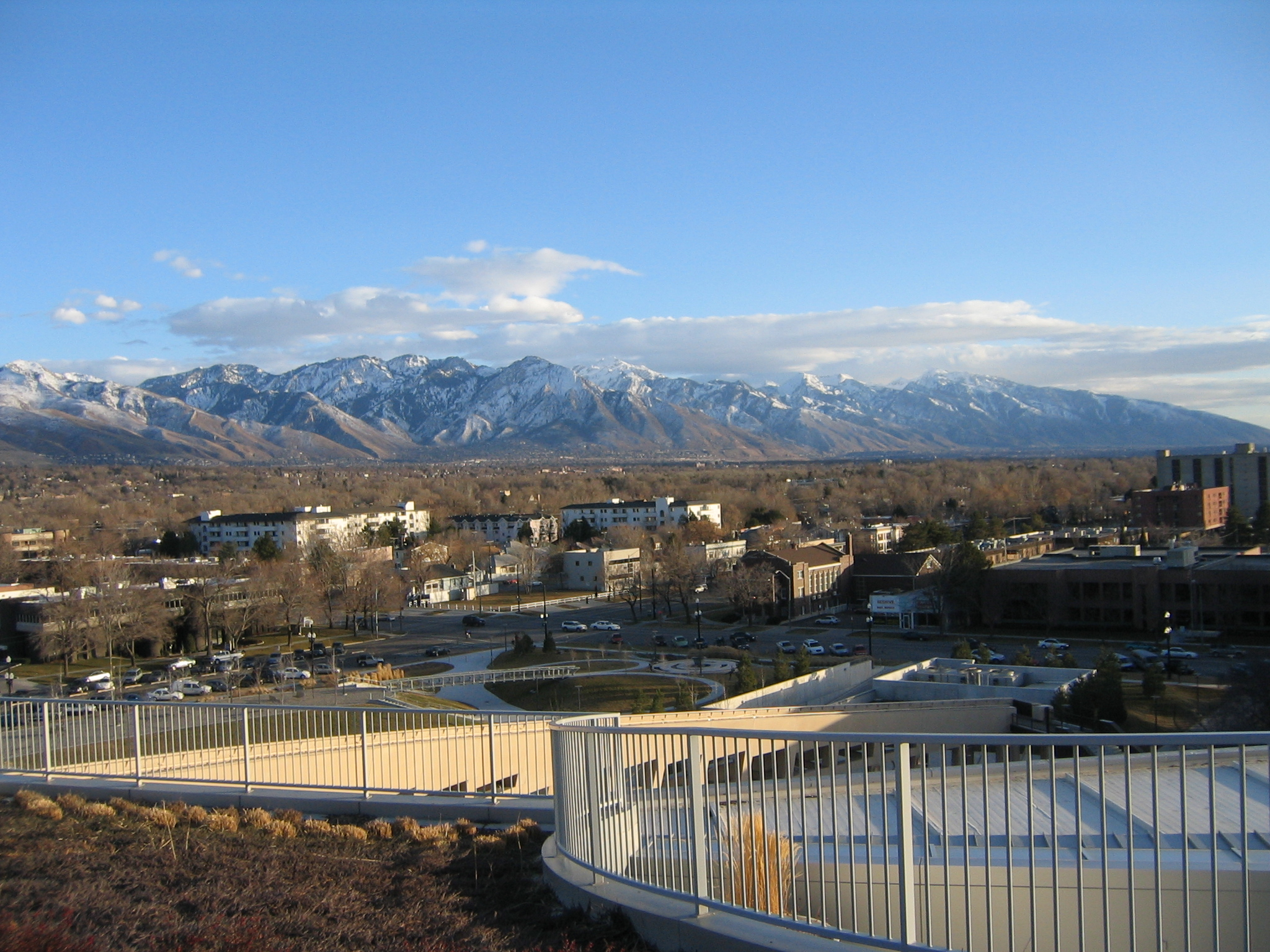
La chaîne Wasatch vue de Salt Lake City.
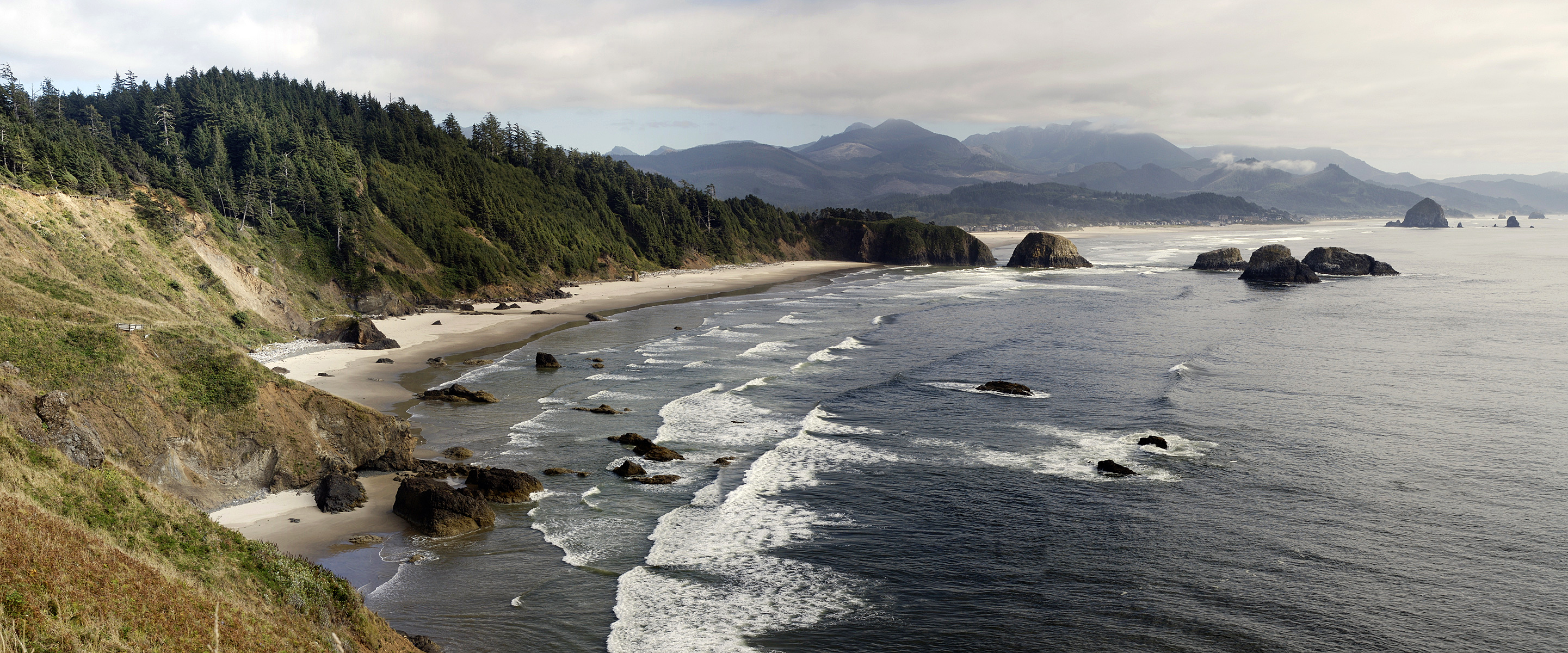
Nord de l'Oregon Coast (en).

## Sélections
- Berlinale 2018 : en compétition pour l'Ours d'or
- Festival de Sundance 2018 : hors compétition